# دان رومر
دان رومر (بالإنجليزية: Dan Romer)‏ هو مهندس الصوت ومنتج أسطوانات ومهندس وكاتب أغاني أمريكي، ولد في 1950 في نيويورك في الولايات المتحدة.

## وصلات خارجية
- الموقع الرسمي
- دان رومر على موقع IMDb (الإنجليزية)
- دان رومر على موقع ميوزك برينز (الإنجليزية)
- دان رومر على موقع بوكس أوفيس موجو (الإنجليزية)
- دان رومر على موقع قاعدة بيانات الفيلم (الإنجليزية)